# 京屋
京屋（きょうや）は、歌舞伎役者の屋号。
由来は不詳。
京屋の代表的な名跡は以下のものがある。なお参考までに定紋も併せて記した。
| 屋号          | 名跡                               | 定紋                    | 定紋 | 備考           |
| ------------- | ---------------------------------- | ----------------------- | ---- | -------------- |
| きょうや 京屋 | なかむら じゃくえもん 中村雀右衞門 | きょうやむすび 京屋結び |      | 初代は江戸屋。 |
| きょうや 京屋 | なかむら しばじゃく 中村芝雀       | きょうやむすび 京屋結び |      | 初代は新駒屋。 |
| きょうや 京屋 | なかむら きょうぞう 中村京蔵       | きょうやむすび 京屋結び |      |                |